# Mabouba Diagne
Mabouba Diagne est un homme politique sénégalais.

## Carrière politique
Le 5 avril 2024, il est nommé ministre de l'Agriculture, de la Souveraineté alimentaire et de l'Élevage dans le gouvernement Sonko .